# Giovanni Gallico da Namur
Giovanni Gallico da Namur, conosciuto anche come Johannes Legiensis, Mantuanus, Carthusiensis (Namur, 1415 circa – Parma, 1473) è stato un teorico musicale francese.

## Biografia
Giovanni Gallico nasce intorno al 1415-1420 a Namur, allora Contea di Namur, in seguito parte del ducato di Borgogna. Nella città natale studia il contrappunto e la musica figurata. In un passo autobiografico del suo più importante trattato teorico-musicale, il Ritus canendi vetustissimus et novus (1458-1464 circa), rivela di essersi trasferito in Italia e di aver studiato alla scuola dell'umanista Vittorino da Feltre, la cosiddetta Ca' Zoiosa, a Mantova:
John Hothby (1410 circa – 1487), nella Excitatio quaedam musicae artis per refutationem, afferma di aver incontrato il Gallico all'Università di Pavia, senza però specificare quando. Dal passo precedentemente citato si deduce che il Gallico entrò nell'Ordine certosino, facendo professione presso la Certosa della Santissima Trinità di Mantova. Morì nel 1473 nella Certosa di Parma. L'unico allievo noto di Giovanni Gallico è il teorico e poligrafo parmigiano Nicolò Burzio.

## Opere
Il trattato intitolato Ritus canendi vetustissimus et novus è un'importante testimonianza del pensiero musicale del Quattrocento. Con quest'opera, posta sotto gli auspici di papa Pio II Piccolomini (1458 – 1464), il Gallico si proponeva una radicale riforma della pedagogia musicale basata sulla razionalizzazione e sulla semplificazione degli strumenti didattici. In termini pratici, il teorico proponeva l'adozione nelle scuole di canto della notazione letterale o alfabetica e della notazione quadrata, a scapito, invece, della solmisazione. Nella Praefationcula in numerorum concinentiam e nella Tacita musica, il Gallico ridiscute i principi matematici della musica facendo uso dell'aritmetica commerciale insegnata nelle scuole d'abaco.